# Deutscher Filmpreis/Publikumspreis: Schauspieler des Jahres
Der Publikumspreis für den Schauspieler bzw. die Schauspielerin des Jahres wurde beim Deutschen Filmpreis bei der Verleihung 1999 eingeführt. Er existierte bis 2004.
In allen Jahren, in denen der Publikumspreis in beiden Kategorien (Schauspieler/in und Film des Jahres) vergeben wurde, gewann jeweils derselbe Film in beiden Kategorien.

## Preisträger
| Jahr | Preisträger      | Filmtitel            |
| ---- | ---------------- | -------------------- |
| 1999 | Franka Potente   | Lola rennt           |
| 2000 | Franka Potente   | Anatomie             |
| 2001 | Moritz Bleibtreu | Das Experiment       |
| 2002 | Michael Herbig   | Der Schuh des Manitu |
| 2003 | Daniel Brühl     | Good Bye, Lenin!     |
| 2004 | Peter Lohmeyer   | Das Wunder von Bern  |